# سفيتلانا خوركينا
سفيتلانا فاسلييفنا خوركينا (الروسية: Светлана Васильевна Хоркина) هي لاعبة جمباز فني روسية ولدت في يوم 19 يناير 1979 في مدينة بيلغورود في الإتحاد السوفييتي، فازت بيمداليتين ذهبتين في دورة 1996 في أتالانتا في الولايات المتحدة، وفي دورة 2000 في سيدني في أستراليا وفازت ب4 ميداليات فضية وواحدة برونزية، كما فازت ب9 ميداليات ذهبية و8 فضية و3 برونزية في بطولة العالم للجمباز الفني ولذلك تعتبر من أفضل لاعبات الجمباز الفني في العالم، إلا أن سمعتها سائت بعد عرض صور لها في مجلات البلاي البوي.

## روابط خارجية
- سفيتلانا خوركينا على موقع الاتحاد الدولي للجمباز (licence) (الإنجليزية)
- سفيتلانا خوركينا على موقع الاتحاد الدولي للجمباز (biography) (الإنجليزية)
- سفيتلانا خوركينا على موقع اللجنة الأولمبية الدولية (الإنجليزية)
- سفيتلانا خوركينا على موقع أوليمبيديا (الإنجليزية)